# Feria internacional del mole
El festival del mole se realiza anualmente los días 2 y 3 de mayo, este festival fue creado con la finalidad de dar a conocer la cocina poblana al público nacional e internacional y promover a Puebla como capital gastronómica de México.

## Actividades
En esta feria de preparan distintos platillos mexicanos usando el mole como salsa principal, es un evento turístico internacional como nacionalmente. También se preparan distintas recetas de mole y se dan a probar a los visitantes.

## Historia
No se sabe con exactitud quien creó
el mole, una de las historias narra que fue en Puebla de los Ángeles en el
siglo XVII cuando Juan de Palafox, virrey de la Nueva España y arzobispo de
Puebla visitó su diócesis y el convento poblano le ofreció un banquete. El
cocinero principal Fray pascual, que se encontraba muy nervioso comenzó  a regañar a sus ayudantes por el desorden en
la cocina, el mismo comenzó a guardar los ingredientes pero al hacer todo con
prisa tropezó y estos cayeron en la cazuela donde los guajolotes estaban ya
casi listos. El creyó que el plato estaba arruinado pero no tenía tiempo de
hacer otro así que lo sirvió y todos elogiaron su platillo.